# Audrey Bolder
 (janvier 2019).
Si vous disposez d'ouvrages ou d'articles de référence ou si vous connaissez des sites web de qualité traitant du thème abordé ici, merci de compléter l'article en donnant les références utiles à sa vérifiabilité et en les liant à la section « Notes et références ».
Pour les articles homonymes, voir Bolder.
Audrey Bolder, née le 15 juillet 1970 à Didam,, est une actrice néerlandaise.

## Filmographie

### Cinéma et téléfilms
- 2004 : FF Moeve (nl) : Anniek Dessens
- 2009 : Retep (nl) : Annelies
- 2010 : 't Schaep met de 5 pooten (nl) : La femme
- 2011 : Mijn Marko : Mère de Esmee
- 2011 : Klein : Astrid
- 2011 : Hart tegen Hard (nl) : Meike Vertonghen
- 2012 : Van God los (nl) : Marijke van Gastel
- 2012 : Ex Mime : Ex-femme de Mike
- 2013-2014 Goede tijden, slechte tijden : Julia Loderus
- 2015 : 4Jim : Employé de boutique nuptiale
- 2016 : Nieuwe buren (nl) : Client de Sunline
- 2016-2017 : Flikken Maastricht : Machteld Crewel
- 2017 : B.A.B.S. (nl) : Conseillère AUW
- 2017 : Dokter Tinus : Annet Sjoerdsema
- 2018 : Zuidas : La Réceptionniste
- 2018 : Spangas : Grace Wolters